# Допинг на Олимпијским играма
Такмичари на Олимпијским играма користили су забрањене лекове за побољшање свог учинка и резултата.

## Историја
Употреба тактика за побољшање перформанси или више формално познатих као PED, и шире, употреба било ког спољног уређаја за утицање на исход спортског догађаја је део Олимпијаде од њен у старој Грчкој. Једна спекулација о томе зашто су мушкарци морали да се такмиче голи била је спречавање употребе додатне опреме и спречавање жена да се такмиче на догађајима посебно дизајнираним за мушкарце. Спортисти су такође били познати по томе да пију магичне напитке и једу егзотично месо у нади да ће им дати атлетску предност у конкуренцији. Ако би били ухваћени у превари, њихове слике су често биле уклесане у камен и постављене на стазу која је водила до Олимпијског стадиона. У модерној олимпијској ери, хемијско побољшање нечијих перформанси је еволуирало у софистицирану науку, али у раним годинама модерног олимпијског покрета употреба лекова за побољшање перформанси била је скоро једнако груба као и њени древни претходници. На пример, победнику маратона на Летњим ОИ 1904, Томасу Хиксу, тренер је дао стрихнин и бренди, чак и током трке.
Током раног 20. века, многи олимпијски спортисти су открили начине да побољшају своје атлетске способности повећањем тестостерона. Како су њихове методе постајале екстремније, постајало је све очигледније да употреба лекова за побољшање перформанси није само претња интегритету спорта већ може имати и потенцијално фаталне споредне ефекте по спортисте. Једина смрт на Олимпијади повезана са употребом атлетских дрога догодила се на Играма у Риму 1960. године. Током бициклистичке трке, дански бициклиста Кнуд Енемарк Јенсен пао је са бицикла и касније преминуо. Истрага је показала да је био под утицајем амфетамина, због чега је током трке изгубио свест. Џенсенова смрт је открила свету колико је ендемска употреба дрога међу елитним спортистима. До средине 1960-их, спортске федерације су почеле да забрањују употребу лекова за побољшање перформанси, а МОК је следио њихов пример 1967.
Први олимпијски спортиста који је био позитиван на употребу лекова за побољшање перформанси био је Ханс-Гунар Лиљенвол, шведски петобојац на Летњим олимпијским играма 1968. године, који је изгубио бронзану медаљу због конзумирања алкохола. Попио је „два пива“ да би смирио живце. Лиљенвол је био једини спортиста који је био позитиван на забрањену супстанцу на Олимпијским играма 1968. године, али како су се технологија и технике тестирања побољшале, тако се повећао и број спортиста за које је откривено да користе недозвољене супстанце.
Најсистематичнији случај употребе дроге зарад спортских достигнућа је случај олимпијског тима Источне Немачке из 1970-их и 1980-их. Године 1990. откривени су документи који показују да су многим источнонемачким спортисткињама, посебно пливачицама, тренери давали анаболичке стероиде и друге лекове. Девојчице од једанаест година почеле су да узимају лекове без сагласности родитеља. Америчке пливачице, укључујући Ширли Бабашоф, оптужиле су Источне Немце да користе лекове за побољшање перформанси још на Летњим играма 1976. године. Међународни и домаћи медији одбацили су коментаре Бабашоф, која је била изразити фаворит за освајање више златних медаља аосвојила је три сребрне медаље – изгубивши сва три пута од Немиица. Није било сумње у превару од стране источнонемачких пливачица иако је њихов број медаља порастао са четири сребра и једне бронзе 1972. на десет златних (од могућих 12), шест сребра и једну бронзу 1976. године . Нису откривени јасни докази све до пада Берлинског зида, када су горепоменути документи доказали да је Источна Немачка ушла у режим дроге који је спонзорисала држава како би драматично побољшала своју конкурентност на Олимпијским играма и другим међународним спортским догађајима. Многим источнонемачким властима одговорним за овај програм касније је суђено и проглашени су кривим за различите прекршаје у оквиру немачког казненог система.
Извештај под насловом „Допинг у Немачкој од 1950. до данас“ детаљно описује како је влада Западне Немачке помогла у финансирању широко распрострањеног допинг програма. Западна Немачка је деценијама подстицала и прикривала културу допинга у многим спортовима. Допинг спортиста Западне Немачке је преовладавао на Играма у Минхену 1972. и Олимпијским играма у Монтреалу 1976. године.
Према британском новинару Ендру Џенингсу, пуковник КГБ-а је изјавио да су се службеници агенције представљали као антидопинг ауторитети Међународног олимпијског комитета како би поткопали допинг тестове и да су совјетски спортисти „спашени [овим] огромним напорима“. На тему Летњих олимпијских игара 1980., аустралијска студија из 1989. наводи: „Тешко да постоји освајач медаља на Играма у Москви, свакако не освајач златне медаље, који није на једној или другој врсти дроге: обично неколико врста. Игре су се могле звати Хемичарске игре."
Документи добијени 2016. открили су планове Совјетског Савеза за коришћење  допинговања у атлетици током припрема за Летње олимпијске игре 1984. у Лос Анђелесу. Настао пре одлуке земље да бојкотује Игре, документ детаљно описује постојеће програме  заједно са предлозима за даља побољшања. Саопштење, упућено шефу атлетске дисциплине Совјетског Савеза, припремио је др Сергеј Португалов са Института за физичку културу. Португалов је такође био једна од главних личности укључених у имплементацију руског допинг програма пре Летњих олимпијских игара 2016.
Кина је спроводила државни програм допинга за спортисте 1980-их и 1990-их. У интервјуу из јула 2012. који су објавиле новине Sydney Morning Herald, Чен Жанго, водећи лекар кинеског олимпијског тима на Олимпијским играма у Лос Анђелесу, Сеулу и Барселони, испричао је како је тестирао хормоне, допинг у крви и стероиде на педесетак елитних спортиста. Чен је такође оптужио Сједињене Америчке Државе, Совјетски Савез и Француску да користе лекове за побољшање учинка у исто време када и Кина.
Дисквалификација у вези употребе стероидиа на Олимпијским играма био је случају канадског спринтера Бена Џонсона, који је победио у трци на 100 метара за мушкарце на Олимпијским играма у Сеулу 1988. године, али је био позитиван на станозолол. Његова златна медаља је касније одузета и додељена другопласираном Карлу Луису, који је био позитиван на стимулансе. Највиши ниво стимуланса који је Луис имао био је 6 ппм, што се сматрало позитивним тестом 1988. године, али се сада сматра негативним тестом. Прихватљиви ниво је касније подигнут на десет делова на милион за ефедрин и двадесет пет делова на милион за друге супстанце. Према тадашњим правилима МОК-а, позитивни тестови са нивоима мањим од 10 ппм били су узрок даље истраге, али не и тренутне забране. Неал Беновитз, професор медицине на УЦ Сан Францисцо који је стручњак за ефедрин и друге стимулансе, сложио се да су „ови [нивои] оно што бисте видели од некога ко узима лекове против прехладе или алергије и мало је вероватно да ће имати било какав утицај на перформансе." ИААФ је признала да је на Олимпијским суђењима 1988. УСОЦ следио исправне процедуре у решавању позитивних налаза за ефедрин и једињења сродна ефедрину у ниској концентрацији.

## Реакција
Крајем 1990-их, МОК је преузео иницијативу у организованијој борби против допинга, што је довело до формирања Светске антидопинг агенције (WADA) 1999. године. Летње олимпијске игре 2000. и Зимске олимпијске игре 2002. показале су да план да се са Олимпијских игара елиминишу лекови који побољшавају перформансе нису завршени, јер је неколико освајача медаља у дизању тегова и скијашком трчању дисквалификовано због пада на тесту за дрогу. Током Зимских олимпијских игара 2006, само један спортиста је пао на тесту на дрогу и одузета му је медаља. Режим тестирања на дроге који је успоставио МОК (сада познат као олимпијски стандард) поставио је светско мерило које друге спортске федерације покушавају да опонашају. Током игара у Пекингу, МОК је тестирао 3.667 спортиста под покровитељством Светске антидопинг агенције. Тестирање урина и крви коришћено је у координисаним напорима да се открију забрањене супстанце и недавне трансфузије крви. Док су национални олимпијски комитети забранили такмичење неколицини спортиста пре Игара, шест спортиста је пало на тестовима за дрогу током такмичења у Пекингу.

## Употреба забрањених супстанци
Године 1967. МОК је забранио употребу лекова за побољшање перформанси, основао је медицинску комисију и направио листу забрањених супстанци. Обавезно тестирање почело је на Играма следеће године. У неколико случајева МОК је поништио раније одлуке које су спортистима одузимале медаље.

### 1968. Мексико Сити
| Име                 | Држава  | Спорт           | Забрањена супстанца | Медаље |
| ------------------- | ------- | --------------- | ------------------- | ------ |
| Ханс-Гунар Лиљенвол | Шведска | Модерни петобој | Етанол              | 3      |

Поред тога, бугарски рвач грчко-римских стилова Христо Трајков дисквалификован је из  борбе против Дејва Хазевинкела због употребе скривених мирисних соли током борбе.

### 1972. Минхен
Као 16-годишњак, Рик ДеМонт се квалификовао да представља Сједињене Америчке Државе на Летњим олимпијским играма 1972. у Минхену, Немачка. Првобитно је освојио златну медаљу у трци на 400 метара слободним стилом за мушкарце, али је након трке Међународни олимпијски комитет (МОК) дисквалификовао ДеМонта након што је његова анализа урина после трке била позитивна на трагове забрањене супстанце ефедрина садржане у за њега прописани лек за астму, Маракс. Позитиван тест након финала на 400 метара слободним стилом такође му је одузео шансу за освајање више медаља, јер му је било забрањено учествовање на другим Олимпијским играма, укључујући и трку на 1.500 метара слободно на којој је био тадашњи светски рекордер. 
Пре Олимпијских игара, ДеМонт је прописно пријавио своје лекове за астму на својим обрасцима за медицинско откривање, али Олимпијски комитет САД (USOC) их није одобрио медицинском комитету МОК-а. Године 2001. Олимпијски комитет Сједињених Држава (УСОЦ) признао је његову златну медаљу на Летњим олимпијским играма 1972. године. Међутим, само МОК има моћ да врати његову медаљу, а МОК је од 2019. одбијао да то учини.
| Име                 | Земља                     | Спорт         | Кршење правила о допингу | Медаље | Реф.          |
| ------------------- | ------------------------- | ------------- | ------------------------ | ------ | ------------- |
| Букава Буида        | Монголија                 | Џудо          | Dianabol                 | 2      | [ 29 ]        |
| Мигек Кол           | Порторико                 | Кошарка       | Amphetamine              |        | [ 29 ] [ 30 ] |
| Рик ДеМонт          | Сједињене Америчке Државе | Пливање       | Ephedrine                |        | [ 29 ]        |
| Ад ван ден Хоек     | Холандија                 | Бициклизам    | Coramine                 | 3      | [ 29 ]        |
| Хаиме Хуеламо       | Шпанија                   | Бициклизам    | Coramine                 | 3      | [ 29 ]        |
| Валтер Легел        | Аустрија                  | Дизање тегова | Amphetamine              |        | [ 29 ]        |
| Мухамад Реза Насехи | Иран                      | Дизање тегова | Ephedrine                |        | [ 29 ]        |

### 1976. Монтреал
Канађинин Лорн Леибел је дисквалификован из трке која се одржала на дан када је дао позитиван узорак.

### 1980. Москва
Иако ниједан спортиста није ухваћен допингом на Летњим олимпијским играма 1980. године, откривено је да су спортисти почели да користе тестостерон и друге лекове за које тестови још нису развијени. Према британском новинару Ендру Џенингсу, пуковник КГБ-а је изјавио да су се службеници агенције представљали као антидопинг ауторитети Међународног олимпијског комитета (МОК) како би поткопали допинг тестове и да су совјетски спортисти „спашени [овим] огромним напорима“. Извештај комитета аустралијског Сената из 1989. тврдио је да „тешко да постоји освајач медаља на Играма у Москви, свакако не освајач златне медаље ... који није на једној или другој врсти дроге: обично неколико врста. Московске игре би се могле назвати Хемичарске игре“.
Члан Медицинске комисије МОК-а, Манфред Донике, приватно је спровео додатне тестове са новом техником за идентификацију абнормалних нивоа тестостерона мерењем његовог односа и епитестостерона у урину. Двадесет посто узорака које је тестирао, укључујући и оне од шеснаест освајача златних медаља, резултирало би дисциплинским поступком да су тестови званични. Резултати Доникеових незваничних тестова касније су убедили МОК да дода његову нову технику у своје протоколе тестирања. Први документовани случај „крвног допинга“ догодио се на Летњим олимпијским играма 1980. године када је тркачу урађена трансфузија крви пре него што је освојио медаљу на 5000 м и 10.000 м.

### 1984. Лос Анђелес
Организатори игара у Лос Анђелесу одбили су да лицима надлежним за допинг испред МОК-а дају сеф пре почетка игара. Због недостатка обезбеђења, медицински картони су накнадно украдени. У писму председника Медицинске комисије МОК-а Александра де Мерода из 1994. године се тврдило да је Тони Дејли, члан организационог комитета Лос Анђелеса, уништио евиденцију. Дик Паунд је касније написао о својој фрустрацији што је организациони комитет уклонио доказе пре него што је МОК могао да реагује на њих. Паунд је такође тврдио да су председник МОК-а Хуан Антонио Самаран и Примо Небиоло, председник Међународне асоцијације атлетских федерација (ИААФ) уротили да одложе објављивање позитивних тестова како би спортска надметања могла да прођу без контроверзи.
Амерички бициклиста Пет Макдона касније је признао крвни допинг на Играма у Лос Анђелесу 1984. године. После игара откривено је да је једна трећина америчког бициклистичког тима добила трансфузију крви пре игара, где су освојили девет медаља, што је њихов први успех у медаљи од Летњих олимпијских игара 1912. године. Крвни допинг је МОК забранио 1985. (у време Олимпијских игара није био забрањен), иако у то време није постојао тест за њега.

### 1988. Сеул
Британски џудиста Керит Браунт је дисвкалификован.

### 1996. Атланта
Пет спортиста је било позитивно на стимуланс бромантан и МОК их је дисквалификовао, али су касније враћени на посао након жалбе Суду за спорт: пливачи Андреј Корнејев и Нина Живаневскаја, рвач грчко-римског стила Зафар Гулијев и спринтерка Марина Транденкова, сви из Русије, и литванска бициклисткиња Рита Размајте . Доктор Виталиј Слионсаренко, лекар литванског бициклистичког тима и тренер тима Борис Васиљев, искључен је са утакмица од стране МОК-а због њихове улоге у скандалу. Спортистима и званичницима су изречене опомене.
Ирска тркачица на дуге стазе Мари МакМахон (Давенпорт) добила је укор након што је била позитивна на стимуланс фенилпропаноламин,, а кубанска џудисткиња Естела Родригез Виљануева добила је укор након што је била позитивна на диуретик фуросемид.

### 2008. Пекинг
„Нулта толеранција на допинг“ усвојена је као званични слоган за Олимпијске игре у Пекингу. Један број спортиста је већ елиминисан тестирањем пре доласка у Пекинг.
Од 4.500 узорака који су прикупљени од спортиста учесника на играма, шест спортиста са позитивним узорцима је избачено са такмичења. Даљњи позитивни тестови пронађени су 2016. године, пошто су узорци били запечаћени и чувани осам година. Квалитет оригиналног тестирања доведен је у питање када је Би-Би-Си известио да су кинеске лабораторије у јулу 2008. године означиле узорке позитивне на ЕПО као негативне Почетна стопа позитивних налаза била је нижа него у Атини 2004. године, али преваленција допинга није нужно опала; технологија за стварање и прикривање дроге постала је софистициранија, а одређени број дрога није могао бити откривен.
У августу 2015, Турска атлетска федерација потврдила је да је тест Елван Абејлегесе на Светском првенству у атлетици 2007. године поново тестиран и да је позитиван на контролисану супстанцу и да је она привремено суспендована. 29. марта 2017. ИААФ је потврдила позитиван тест, објавила ретроактивне дисквалификације и поништила све њене резултате од 25. августа 2007. до 25. августа 2009., укључујући Летње олимпијске игре 2008. Као резултат тога, одузете су јој две сребрне медаље које је освојила у тркама на 5.000 и 10.000 метара за жене.
У мају 2016, након руског допинг скандала, МОК је објавио да су 32 циљана поновна тестирања била позитивна на лекове за побољшање перформанси, од којих је руска новинска агенција ТАСС објавила да је 14 руских спортиста, од којих 11 атлетичарки, укључујући Олимпијска шампионка 2012. скакачица у вис Ану Чичерову. Власти су послале Б-узорке на потврдно тестирање. Они за које је потврђено да су узимали допинг агенте могу изгубити рекорде и медаље од игара 2008. до 2016. према правилима МОК-а и ВАДА-е.
ИВФ је 6. октобра 2016. известио да је као последица поновне анализе узорака са Олимпијских игара 2012. од стране МОК-а, узорак Норајра Вардањана, који је представљао Јерменију, дао позитиван резултат. У складу са релевантним правилима и прописима, ИВФ је наметнуо обавезне привремене суспензије Вардањану, који остаје привремено суспендован док се његов случај не затвори. МОК је 12. јануара 2017. дисквалификовао Вардањана. До 6. октобра 2016, МОК је пријавио штетне аналитичке налазе за 23 дизача тегова са својих поновних тестирања узорака са Олимпијских игара у Лондону 2012. године, од којих су сви били позитивни на анаболичке агенсе.
Дана 22. јула 2016, Сибел Озкан (ТУР) је дисквалификована због кршења антидопинг правила и одузета јој је сребрна медаља.
Дана 28. јула 2016, објављено је да је поновним тестирањем узорака са Летњих олимпијских игара 2008. откривен позитиван узорак на лекове за побољшање перформанси код Аксане Мјанкове из Белорусије, која је освојила златну медаљу у бацању кладива за жене. Још увек није било одлука о одузимању и прерасподели медаља.
Дана 16. августа 2016, руска женска штафета 4 × 100 метара дисквалификована је због допинга. Руским саиграчима одузете су златне олимпијске медаље, пошто је Јулија Чермошанска поново анализирала своје узорке и била је позитивна на две забрањене супстанце. Од ИААФ је затражено да у складу са тим модификује резултате и да размотри сваку даљу акцију у оквиру своје надлежности.
Дана 19. августа 2016, руска женска штафета 4 × 400 метара дисквалификована је због допинга. Руским саиграчима одузете су сребрне олимпијске медаље, пошто је Анастасија Капачинска поново анализирала своје узорке и били позитивни на исте две забрањене супстанце као и Чермошанска.
ИВФ је 18. јуна 2016. известио да су као последица поновне анализе узорака са Олимпијских игара 2008. од стране МОК-а, узорци следећих седам дизача тегова дали позитивне резултате: Хрипсиме Куршудјан (Јерменија), Интигам Заиров (Азербејџан), Александру Дудо (Молдавија), освајач златне медаље Иља Иљин (Казахстан), бронзана Надежда Евстјухина и сребрна Марина Шајнова (обе из Русије), и Нурцан Тајлан (Турска). У складу са релевантним правилима и прописима, ИВФ је наметнуо обавезне привремене суспензије спортистима. Заиров и Иљин су служили раније суспензије. У новембру 2016. Иљину је одузета златна медаља.
Неки незванични извештаји су 29. августа 2016. указивали на то да је Артуру Тајмазову из Узбекистана одузета златна олимпијска медаља 2008. у дисциплини рвање слободним стилом до 120 кг због позитивног теста на допинг.
МОК је 31. августа 2016. дисквалификовао шест спортиста због пада на допинг тестовима на Играма 2008. Међу њима су биле три руске медаље: дизачице тегова Надежда Евстјухина (бронзана медаља за жене до 75 кг), Марина Шаинова (сребрна медаља за жене до 58 кг) и Татјана Фирова, која је са саиграчицама завршила на другом месту у штафети 4 × 400 м . Дизач тегова који је освојио бронзу, Тигран Мартиросјан из Јерменије (категорија мушкарци до 69 кг) и његове колеге дизачи тегова Александру Дудогло (9. место) из Молдавије и Интигам Заиров (9. место) из Азербејџана су такође дисквалификовани. 
Првог септембра 2016, МОК је дисквалификовао још два спортиста. Кубанска бацачица диска Јарелис Бариос, која је освојила сребрну медаљу у женском диску, дисквалификована је пошто је била позитивна на ацетазоламид и наложено јој је да јој врати медаљу. Катарски спринтер Семјуел Френсис, који је завршио 16. на 100 метара, такође је дисквалификован пошто је био позитиван на станозолол.
Још четири руска спортиста су 13. септембра 2016. дисквалификована због допинг прекршаја. Двојица од њих су били осајачи медаља на Летњим олимпијским играма 2008: Марија Абакумова, сребро у бацању копља за жене и Денис Алексејев, који је био део тима освајача бронзане медаље у мушкој штафети 4 × 400 м. Инга Абитова, која је завршила 6. на 10.000 метара, и бициклисткиња Екатерина Гниденко такође су биле позитивне на забрањену супстанцу и дисквалификоване су.
Дана 23. септембра 2016, неки незванични извештаји показују да је рвачу Василу Федоришину из Украјине одузета сребрна олимпијска медаља 2008. у дисциплини 60 кг слободним стилом због позитивног теста на допинг.
Шестог октобра 2016, МОК је дисквалификовао Ану Чичерову из Руске Федерације због позитивног тестирања на лекове који побољшавају учинак. Освојила је бронзану медаљу у женском скоку у вис. Русија би вероватно задржала бронзану медаљу, пошто је четвртопласирани атлетичар на такмичењу такође био из Русије. До 6. октобра 2016. МОК је пријавио налазе за 25 дизача тегова са својих поновних тестирања узорака са Олимпијских игара у Пекингу 2008. године, од којих су сви осим три били позитивни на анаболичке агенсе (три кинеска дизача тегова су била позитивна на хормоне раста).
Дана 26. октобра 2016, МОК је дисквалификовао још девет спортиста због пада на тестовима за дрогу на Играма 2008. Међу њима је било шест освајача медаља: дизачи тегова Андреј Рибаку и Настасија Новикава, обе из Белорусије, и Олха Коробка из Украјине; Јкатерина Волкова из Русије, освајачица бронзане медаље у тркама; и рвачи слободним стилом Сослан Тигиев из Узбекистана и Тајмураз Тигијев из Казахстана. Други дисквалификовани били су дизач тегова у категорији до 62 килограма Сардар Хасанов из Азербејџана, скакач у даљ Вилфредо Мартинез са Кубе и тркачица на 100 метара са препонама Јосепхине Ннкирука Онииа из Шпаније.
Дана 17. новембра 2016, МОК је дисквалификовао још 16 спортиста због пада на тестовима за дрогу на играма 2008. Међу њима је било 10 освајача медаља.
Дана 25. новембра 2016, МОК је дисквалификовао још 4 спортиста због пада на тестовима на дрогу на играма 2012. Дисквалификовани су: и златну медаљу 94 кг дизач тегова Иља Илин из Казахстана, бацачица кладива Аксана Мјанкова и скакачица у даљ Настасија Мирончик-Иванова, обе из Белорусије, и 58 кг дизачица тегова Бојанка Костова из Азербејџана.
МОК је 12. јануара 2017. дисквалификовао још пет спортиста због неуспешног тестирања на дроге на Играма 2008. Међу њима су три кинеске дизачице тегова, освајачице златне медаље: Леи Цао (75 кг), Сиексија Чен (48 кг) и Чунхонг Лиу (69 кг). Две атлетичарке из Белорусије су дисквалификоване: освајачица бронзане медаље бацачица кугле Надјеја Остапчук и бацачица кладива Дарја Пчелник, која није освојила медаљу.
Дана 25. јануара 2017, МОК је одузео Јамајци златну медаљу у атлетици у мушкој штафети 4 × 100 м јер је Неста Картер био позитиван на забрањену супстанцу метилхексанамин. МОК је такође одузео руској скакачици Татјани Лебедевој две сребрне медаље у женском троскоку и скоку у даљ због употребе туринабола.
Првог марта 2017, МОК је дисквалификовао Викторију Терешчук из Украјине због употребе туринабола и одузео јој бронзану медаљу у модерном петобоју.
Од децембра 2022. године, на Летњим олимпијским играма 2012. забележено је рекордних 40 олимпијских медаља одузетих због допинг прекршаја. Русија је водећа земља са 17 одузетих медаља.

### 2012. Лондон
Пре Летњих игара најављено је да ће половина свих такмичара бити тестирана на дрогу, а 150 научника ће узети 6.000 узорака између почетка игара и краја Параолимпијских игара на локацији GSK plc-овог научног парка New Frontiers у Харлоу, Есекс. Тестирали би се и сви освајачи медаља. Олимпијска антидопинг лабораторија би сваког дана тестирала до 400 узорака на више од 240 забрањених супстанци.
Шеф Светске антидопинг агенције (ВАДА) Џон Феј саопштио је 24. јула да је 107 спортиста кажњено због допинг прекршаја у шест месеци до 19. јуна. Период „у оквиру такмичења“ почео је 16. јула. Током периода „У оквиру такмичења“ олимпијски такмичари могу бити тестирани у било ком тренутку без најаве или унапред.
Британски спринтер Двејн Чејмберс, бициклиста Дејвид Милар и бацач кугле Карл Мајерскау такмичили су се у Лондону након што је политику Британске олимпијске асоцијације кажњавања доживотних забрана дрога поништио Суд за спортску арбитражу.
Рускиња Дарја Пишчалникова учествовала је на Олимпијским играма 2012. и освојила је сребрну медаљу. Међутим, она је била позитивна на анаболички стероид оксандролон у узорцима узетим у мају 2012. У децембру 2012. послала је е-писмо ВАДА-и са детаљима о наводном државном допинг програму у Русији. Према The New York Times-у, имејл је стигао до тројице највиших званичника ВАДА-е, али је агенција одлучила да не порекеће истрагу и уместо тога је послала њену е-пошту руским спортским званичницима. У априлу 2013. Руска атлетска федерација је забранила учешће Пишчалниковој на десет година, а њени резултати из маја 2012. су поништени, што значи да је била на путу да изгуби олимпијску медаљу. Њена забрана од стране Руске атлетске федерације је вероватно била одмазда.
Међу освајачима златних медаља на играма који су били умешани у претходне допинг прекршаје били су Александар Винокуров, победник мушке трке у друмској трци, Татјана Лисенко, победница у бацању кладива за жене, Асли Чакир Алптекин победница на 1500 метара за жене и Сандра Перковић, победница у бацању диска за жене. Остали такмичари на Летњим играма умешани у претходне случајеве допинга били су амерички спортисти Џастин Гетлин и Лашон Мерит, и јамајчански спринтер Јохан Блејк.
Шпански атлетичар Анхел Мулера је први пут уврштен у трку на 3000 метара са прескоцима, а касније је уклоњен када су објављени мејлови у којима је разговарао о употреби ЕПО-а са својим тренером. Мулера је апеловао на ЦАС који је наложио Шпанском олимпијском комитету да му дозволи даље учешће.
Пре олимпијског такмичења, неколико истакнутих атлетичара је искључено из такмичења због неуспешних тестова. Освајачи светских медаља у дворани Димитриос Чондрокукис, Деби Дан и Маријем Алауи Селсули повучени су из својих олимпијских тимова у јулу због допинга, као и освајач олимпијске медаље из 2004. Золтан Коваго. На олимпијском такмичењу, Тамека Вилијамс је признала да је узимала забрањени стимуланс и уклоњена је са игара. Иван Цихан се није такмичио у бацању кладива јер је поновни тест његовог узорка са Олимпијских игара у Атини 2004. године, где је освојио сребро, био позитиван. Амине Лаалоу, Марина Маргијева, Диего Паломекуе, и носилац златне медаље Алекс Швацер такође је суспендован пре него што је учествовао у њиховим догађајима.
Сиријски препонаш Гхфран Алмоухамад постао је први атлетичар који је суспендован након позитивног допинг узорка на такмичењу. Нађеји Астапчук је одузета титула у бацању кугле за жене након што је њен узорак био позитиван на забрањени анаболички агенс метенолон. Карин Мелис Меј је повучена пре финала скока у даљ када је потврђен ранији неуспели допинг тест.
У извештају ВАДА објављеном 2015. године детаљно је описан опсежан допинг програм који спонзорише руска држава и који укључује спортисте, тренере, различите руске институције, лекаре и лабораторије. У извештају се наводи да су Олимпијске игре у Лондону „у извесном смислу саботиране пријемом спортиста који није требало да се такмиче“ и детаљним инцидентима подмићивања и лажних узорака урина. Извештај је препоручио да се Русији забрани учешће у атлетици за Олимпијске игре 2016. Такође је препоручио доживотне забране за пет тренера и пет спортиста из земље, укључујући тркачице Марију Савинову, Екатерину Поистогову, Анастасију Баздиреву, Кристину Угарову и Татјану Мјазину.
Дана 15. јуна 2016. објављено је да су четири олимпијска шампиона у дизању тегова у Лондону 2012. била позитивна на лекове за побољшање перформанси. Међу њима је Казахстанац Иља Иљин (94 кг), Зулфија Чиншанло (53 кг), Маја Манеза (63 кг) и Светлана Подобедова (75 кг). Шест других дизача који су се такмичили на Играма 2012. такође су били позитивни након што су стотине узорака поново анализиране. Међу њима је и Рус Апти Аукхадов (сребро на 85 кг), Украјинка Јулија Калина (бронза у 58 кг), Белорускиња Марина Шкерманкова (бронза у 69 кг), Азербејџанка Бојанка Костова и белоруски дуо Дзина Сазанаветс и Јаухени Жарнасек.
Двадесет и седмог јула 2016, ИВФ је известио у другом таласу поновног узорковања да су три освајачице сребрне медаље из Русије, односно Наталија Заболотнаја (75. кг), Александар Иванов (у 94 кг) и Светлана Царукаева (63 кг), заједно са освајачима бронзаних медаља Јерменка Хрипсиме Хуршудјан (у 75+ кг), Белорускиња Ирина Кулеша (у оквиру категорије 75 кг) и Молдавка Кристина Иову (53 кг) су били позитивни на стероидни дехидрохлорметилтестостерон. МОК је одузео Аухадову сребрну медаљу 18. октобра 2016. Маји Манези је 27. октобра 2016. одузета златна медаља. У новембру 2016. Иљину је одузета златна медаља из Лондона.
МОК је 13. јула 2016. објавио да је Јулија Калина из Украјине дисквалификована са Летњих олимпијских игара 2012. и да јој је наређено да врати бронзану медаљу са такмичења у дизању тегова до 58 кг. Поновна анализа Калининих узорака из Лондона 2012. године резултирала је позитивним тестом на забрањену супстанцу дехидрохлорметилтестостерон (туринабол). Позиције су прилагођене у складу са тим.
Деветог августа 2016. МОК је објавио да ће Александру Пјатњици из Украјине бити одузета сребрна медаља у бацању копља након што је био позитиван на забрањеној супстанци дехидрохлорметилтестостерон (туринабол).
Дана 20. августа 2016, МОК је објавио да ће Јевгенији Колодко из Русије бити одузета сребрна медаља у бацању кугле након што је била позитивна на дехидрохлорметилтестостерон (туринабол) и ипаморелин.
У извештају од 29. августа 2016. наведено да је поново тестирани узорак Бесика Кудухова из Русије, освајача сребрне медаље у дисциплини рвање слободним стилом за мушкарце до 60 кг, имао позитиван резултат (касније је откривено да је реч о дехидрохлорметилтестостерону). Кудахов је погинуо у саобраћајној несрећи у децембру 2013. МОК је 27. октобра 2016. одустао од свих дисциплинских поступака против Кудухова, наводећи да се такав поступак не може водити против преминуле особе. Као резултат тога, наводи се, олимпијски резултати који би били ревидирани остаће неисправљени, што је неизбежна последица чињенице да се поступак не може даље одвијати.
ИВФ је 13. септембра 2016. известио да је освајач бронзе у дизању тегова Анатоли Цириц из Молдавије, био позитиван на дехидрохлорметилтестостерон.
Октобра 2016, Татјана Лисенко из Руске Федерације је дисквалификована из бацања кладива за жене, у којем је освојила златну медаљу. Била је позитивна на тестирању на забрањену супстанцу. МОК је затражио од ИААФ да у складу са тим измени резултате такмичења.
МОК је 18. октобра 2016. дисквалификовао Аптија Аухадова из Руске Федерације због допинга и одузео му сребрну медаљу. МОК је затражио од ИВФ-а да у складу са тим измени резултате овог догађаја; још увек није објавио измењене резултате. МОК је 18. октобра 2016. такође известио да је Максим Мазурик из Украјине, који се такмичио у дисциплини скокус мотком, дисквалификован је са Игара у Лондону 2012, на којима је био 18. Поновна анализа Мазурикових узорака је резултирала позитивним тестом на дехидрохлорметилтестостерон.
Дана 27. октобра 2016. МОК је дисквалификовао још осам спортиста због пада на допинг тестовима на играма. Ово укључује четири освајача медаља у дизању тегова: Зулфију Чиншанло, Маију Манезу и Светлану Подобедову, све из Казахстана, и Марину Шкерманкову из Белорусије.
Дана 21. новембра 2016. МОК је дисквалификовао још 12 спортиста због пада на допинг тестовима на играма. Дисквалификовано је 6 освајача медаља у дизању тегова, укључујући Александра Иванова (Русија), Анатолија Ћирику (Молдавија), Кристину Иову (Молдавија), Наталију Заболотнају (Русија), Ирину Кулешу (Белорусија) и Хрипсиме Куршудјан (Јерменија). Молдавија је изгубила све своје медаље из ОИ у Лондону 2012. 
Дана 25. новембра 2016, МОК је дисквалификовао још 5 спортиста због пада на тестовима за дрогу на ОИ 2008. Међу њима су била 3 освајача медаља: освајач златне медаље дизач тегова Иља Илин из Казахстана и бацачица кладива Аксана Мјанкова из Белорусије и освајачица сребрне медаље бацач кугле Наталија Михневич из Белорусије. Остали су били бацач кугле Павел Лижин и тркачица на 800 метара Светлана Усович, обоје из Белорусије.
Суд за спортску арбитражу је 29. новембра 2016. донео одлуку да се поништавају сви резултати које је остварила бронзана медаља на Олимпијским играма 2012. Татјана Чернова из Русије у периоду од 15. августа 2011. до 22. јула 2013. године. Такође је поништио све резултате Јекатерине Шармине између 17. јуна 2011. и 5. августа 2015., укључујући и њено 33. место на 1500 метара за жене 2012. године.  ЦАС је пресудио да је „утврђено да су починили кршење антидопинг правила ... правила такмичења Међународне атлетске федерације (ИААФ) након што је анализа њихових биолошких пасоша спортиста (АБП) показала доказе о допингу у крви.“
МОК је 12. јануара 2017. дисквалификовао три дизача тегова због неуспешног тестирања на дроге на играма 2012. године. Двоје спортиста се такмичиоа у дизању тегова, мушка категорија до 94  килограма: Интигам Заиров из Азербејџана и Норајр Вардањан из Јерменије. Дизачица тегова у категорији од 63 килограма Сибел Шимшек из Турске је дисквалификована. Нико од њих није освојио медаљу на овим играма.
Првог фебруара 2017. МОК је дисквалификовао тројицу спортиста због неуспешних допинг тестова. Сви су били позитивни на туринабол. Руска бацачица диска Вера Ганеева, која је завршила на 23. месту, турски боксер Адем Киличи, који је био 5. у мушкој конкуренцији 69–75. кг бокса и руска тркачица на 400 метара Антонина Кривошапка, која је завршила 6., дисквалификоване су. Кривошапка је такође била део тима који је осовојио сребрну медаљу за Русију у женској штафети 4 × 400 м, којој су одузете сребрне медаље.
Децембра 2014. на немачкој ТВ је емитован документарац у којем је освајачица златне медаље на 800 метара Марија Савинова наводно признала да је користила забрањене супстанце пред камером. У новембру 2015, Савинова је била једна од пет руских тркача које је Светска антидопинг агенција препоручила да добију доживотну забрану због допинга током Олимпијских игара у Лондону, заједно са освајачом бронзане медаље на 800 метара Екатерином Поистоговом. Суд за спортску арбитражу је 10. фебруара 2017. потврдио четворогодишњу забрану којом је Савиновој практично одузето олимпијско злато и друге медаље. ЦАС је 7. априла 2017. одбио да донесе одлуку о дисквалификацији из 2012. и да дисквалификује Екатерину Поистогову од 2015. Тако је Екатерина Поистогова задржала своју олимпијску медаљу из 2012. на 800 метара за жене. Руска атлетска федерација је 2024. године поништила резултате Поистогове од јула 2012. до октобра 2014. након анализе старих узорака. Поистогова ће изгубити сребрну медаљу на Олимпијским играма на 800 метара.
До априла 2017. године, на Летњим олимпијским играма 2008. је одузето највише (50) олимпијских медаља због допинг прекршаја. Русија је водећа земља са 14 одузетих медаља.
Дана 21. марта 2022, Јединица за интегритет атлетике Светске атлетике издала је двогодишњу забрану руској тркачици Јелени Лашмановој. Почевши од 9. марта 2021, а такође је дисквалификовала њене резултате од 18. фебруара 2012. до 3. јануара 2014. године, чиме јој је одузета златна медаља.

### 2016. Рио де Жанеиро
Првобитно, Русија је пријавила списак од 389 спортиста за такмичење. Дана 7. августа 2016, МОК је дао дозволу за улешће 278 спортиста, а 111 је уклоњено због допинг скандала који је спонзорисала држава.
Тајванска дизачица тегова Лин Цу-чи се повукла неколико сати пре њеног такмичења делегација њеног тима због абнормалног теста на дрогу.
Кенијски атлетски тренер Џон Анзра, који је отпутовао у Рио независно од делегације своје земље, послат је кући након што је ухваћен како се представља као атлетичар током допинг теста, а пратио га је и атлетски менаџер Кеније Мајкл Ротич, који је снимљен. од стране новина које су нудиле да унапред обавесте спортисте о било каквом тесту на дроге који их чекају у замену за једнократну исплату.
ИВФ је 13. октобра 2016. известио да је дизач тегова Габријел Синкрејан из Румуније, који је освојио бронзу у дисциплини до 85 кг за мушкарце, био позитиван на тестостерон на тесту повезаном са Олимпијским играма у Рију. ЦАС је 8. децембра 2016. потврдио дисквалификацију Синкрејана и одузео му бронзану медаљу. ЦАС је такође дисквалификовао освајача сребрне медаље 52 кг боксер Миша Алојан из Русије након што је био позитиван на туаминохептан.

## Зимске олимпијске игре

### 1968. Гренобл
Ниједан спортиста није био позитиван на недозвољене супстанце овим Играма.

### 1980. Лејк Плесид
Ниједан спортиста није био позитиван на недозвољене супстанце овим Играма.

### 1984. Сарајево
Фински скијашки тркач Аки Карвонен признао је 1994. да је имао трансфузије крви за сарајевске игре. МОК није званично забранио трансфузију крви све до 1986. Карвонен је на играма освојио сребро и две бронзе.

### 1988. Калгари
| Име                 | Држава | Спорт         | Забрањена супстанца | Медаље |
| ------------------- | ------ | ------------- | ------------------- | ------ |
| Јарослав Моравиецки | Пољска | Хокеј на леду | Тестостерон         |        |

### 1992. Албертвил
Ниједан спортиста није ухваћен да користи лекове за побољшање перформанси на овим Играма. Руски бијатлонац Сергеј Тарасов признао је 2015. да је руска биатлонска репрезентација вршила илегалне трансфузије крви на Играма. Нешто је пошло наопако са његовом трансфузијом и он је хитно превезен у болницу где су му спасили живот.

### 1994. Лилехамер
Ниједан спортиста није био позитиван на недозвољене супстанце овим Играма.

### 1998. Нагано
Ниједан спортиста није био позитиван на недозвољене супстанце овим Играма.
Канадски сноубордер Рос Ребаљати, победник велеслалома за мушкарце, првобитно је дисквалификован и одузет му је златна медаља од стране извршног одбора Међународног олимпијског комитета након што је био позитиван на марихуану. Марихуана тада није била на листи забрањених супстанци МОК-а, а њихову одлуку је поништио Суд за спортску арбитражу и Ребаљатијева медаља је враћена.

### 2002. Солт Лејк Сити
Десет спортиста је било дисквалификовано због допинга.

### 2006. Торино
Дана 25. априла 2007, шест аустријских спортиста је доживотно искључено са Олимпијских игара због умешаности у допинг скандал на Олимпијским играма у Торину 2006, што је први пут да је МОК казнио спортисте без позитивног или пропуштеног допинг теста. Аустријанци су проглашени кривим за поседовање допинг супстанци и учешће у завери, на основу материјала који је запленила италијанска полиција током рације у стамбеним просторијама спортиста. Аустријанцима су поништени и резултати такмичења из Торина. Седми спортиста, скијашки тркач Кристијан Хофман, дао је свој случај Међународној скијашкој федерацији на даљу истрагу, али су оптужбе МОК-а одбачене.
МОК је поново тестирао скоро 500 допинг узорака прикупљених на Играма у Торину 2006. МОК је 2014. године обавестио Олимпијски комитет Естоније да је поново тестирани узорак  Кристине Шмигун био позитиван. Комисија за спортисте Светске антидопинг агенције саопштила је 24. октобра 2016. да се Шмигун, који је освојио две златне медаље на Играма у Торину, пред крај октобра чека на саслушању у Суду за спортску арбитражу. Ако би Шмигун била лишена златне медаље, Катерина Неуманнова из Чешке би могла да буде златна у дисциплини 7,5 + 7,5 км двоструке потере . Марит Бјорген из Норвешке могла би да освоји седму златну медаљу на класичној дисциплини на 10 километара. Случај против Шмигуна обустављен је 13. децембра 2017. без подизања оптужнице.
Бразилски олимпијски комитет је 13. фебруара 2006. објавио да је превентивни антидопинг тест Арманда дос Сантоса, који је урађен у Бразилу 4. јануара 2006. године, био позитиван на забрањену супстанцу нандролон.Сантос је избачен из тима, а заменио га је бивши спринтер Клаудинеи Квирино.

### 2010. Ванкувер
МОК је 23. децембра 2016. изјавио да ће поново анализирати све узорке руских спортиста на Зимским олимпијским играма у Ванкуверу 2010. У октобру 2017. МОК је навео да је један једини спортиста ухваћен на поновним тестирањима допинг узорака са Зимских олимпијских игара у Ванкуверу 2010. Укупно 1195 узорака са игара из Ванкувера (70% од 1700 доступних) је поново анализирано. Ово укључује све освајаче медаља и свих 170 руских спортиста. МОК је затражио да се сви руски узорци са Игара 2010. поново тестирају након објављивања Маклареновог извештаја. Разочаравајући учинак Русије у Ванкуверу (11. на табели златних медаља са укупно 3 злата) наводи се као разлог за примену допинг шеме за коју се тврди да је функционисала на великим догађајима као што су Игре 2014. у Сочију.

### 2014. Сочи
Према тадашњем директору антидопинг лабораторије у земљи, Григорију Родченкову, десетине руских спортиста на Зимским олимпијским играма 2014. у Сочију, укључујући најмање 15 освајача медаља, били су део државног допинг програма, пажљиво планираног годинама са циљем да обезбеди доминацију на Играма.
У децембру 2016, након објављивања извештаја Макларена о руском допингу на Олимпијским играма у Сочију, Међународни олимпијски комитет најавио је покретање истраге против 28 руских спортиста (број је касније порастао на 46) на Олимпијским играма у Сочију. La Gazzetta dello Sport објавила је имена 17 спортиста, од којих је 15 међу 28 под истрагом.
Истрагом су обухваћене три клизачице. То су Аделина Сотникова, освајачица златне медаље у синглу, као и клизачице у пару Татјана Волосожар и Ксенија Столбова. Волосожар и Столбова су освојили златну и сребрну медаљу у паровима. Обоје су такође освојили златне медаље у екипном такмичењу, што такође доводи у опасност осталих осам освајача тимских медаља да изгубе своја злата. У новембру 2017. поступак против Сотникове је обустављен.
Шест скијашица је суспендовано са такмичења на основу извештаја Макларена: Евгениј Белов, Александар Легков, Алексеј Петухов, Максим Вилежанин, Јулија Иванова и Евгенија Шаповалова. Легков је освојио златну и сребрну медаљу, а Вилегжанин три сребрне медаље. МОК је дисквалификовао свих шест спортиста из Сочија, изрекао доживотне забране и, у том процесу, одузео Легкову и Вилегжанину медаље које су освојили у четири дисциплине (три појединачне и једна екипна). Никита Крјуков, Александар Бессмертних и Наталија Матвејева такође су дисквалификовани 22. децембра 2017.
Међународна биатлонска унија суспендовала је две руске биатлонкиње које су биле на играма у Сочију: Олгу Вилухину и Јану Романову. Вилухина је освојила сребро у спринту, а обе жене су биле у штафети која је освојила сребрну медаљу. Дисквалификовани су и одузете су им медаље 27. новембра 2017.
Међународна федерација боба и скелета суспендовала је четири руска скелетон клизача. Били су то Александар Третјаков, Елена Никитина, Марија Орлова и Олга Потилицина. Третјаков је освојио златну медаљу, а Никитина бронзану. Дана 22. новембра 2017, МОК је одузео ове медаље и изрекао доживотну забрану на Олимпијаду за сву четворицу. Скелетон тркач Сергеј Чудинов санкционисан је 28. новембра 2017.
Седам руских хокејашица требало је да буду саслушане пред комисијом 22. новембра 2017. Двоје од седморо оптужена су да су предала узорке који показују очитавања која је жена физички немогуће држати. Женска репрезентација Русије у хокеју на леду завршила је на шестом месту у Сочију 2014. Дана 12. децембра 2017. године, шест играчица је дисквалификовано. Татјана Бурина и Ана Шукина такође су дисквалификоване десет дана касније.
МОК је 24. новембра 2017. изрекао доживотну забрану играчу боба Александру Зубкову и брзој клизачи Олги Фаткулини који су освојили 3 медаље (2 златне, 1 сребрну). Сви њихови резултати су дисквалификовани, што значи да је Русија изгубила прво место на табели. Бобслеџије Алексеј Негодајло и Дмитриј Труненков дисквалификовани су 3 дана касније. Још троје руских спортиста који нису освојили медаље су добили забране 29. новембра 2017. Биатлонка Олга Зајцева и још 2 руске атлетичарке суспендоване су 1. децембра 2017. Бобслеџија Алексеј Војевода, коме су већ одузете златне медаље због антидопинг прекршаја које су починили његови саиграчи, кажњен је 18. децембра 2017.  Клизачи Иван Скобрев и Артјом Кузњецов, санкачи Алберт Демченко и Татјана Иванова и боб играчи Људмила Удобкина и Максим Белугин дисквалификовани су 22. децембра 2017, чиме је укупан број дисквалификованих порастао на 43. Демченку и Ивановој су такође одузете сребрне медаље.

### 2018. Пјонгчанг
Након што је Руском олимпијском комитету забрањено да се такмичи на Зимским олимпијским играма 2018. године, руским спортистима за које се сматрало да су чисти добили су дозволу да се такмиче као олимпијски спортисти из Русије.

### 2022. Пекинг
До краја Олимпијских игара у Пекингу пријављено је укупно пет спортиста за допинг прекршаје: шпанска уметничка клизачица Лаура Баркеро, руска уметничка клизачица Камила Валиева, ирански алпски скијаш Хосеин Савех Шемшаки и двоје Украјинаца – скијашица Валентина Каминска и бобслеџер Лидиа Хунко.

#### Контроверзе везане за РОК
Церемонија доделе медаља за екипно такмичење у уметничком клизању, где је Олимпијски комитет Русије (РОК) освојио злато, првобитно заказана за 8. фебруар, одложена је због онога што је портпарол Међународног олимпијског комитета (МОК) Марк Адамс описао као ситуацију која захтева „правне консултације“ са Међународном клизачком унијом. Неколико медија је 9. фебруара известило да је проблем био у позитивном тесту на триметазидин од стране Камиле Валијеве из РОЦ-а, што је званично потврђено 11. фебруара. Узорак Валијеве у питању је узела Руска антидопинг агенција (РУСАДА) на првенству Русије у уметничком клизању 25. децембра 2022. године, али узорак није анализиран у лабораторији Светске антидопинг агенције (ВАДА) где је послат на тестирање. до 8. фебруара, један дан након завршетка екипног такмичења.
Валиева је добила привремену суспензију након штог позитивног резултата, али након жалбе, 9. фебруара ју је одобрио РУСАДА-ин независни Дисциплински антидопинг комитет (ДАЦ), само дан након што је примила привремену суспензију. Након формалних жалби које су уложили МОК, Међународна клизачка унија (ИСУ) и ВАДА да преиспитају одлуку РУСАДА ДАЦ-а, Суд за спортску арбитражу (ЦАС) је саслушао представљање случаја 13. фебруара, а укидање привремене суспензије је потврђено 14. фебруара, уочи њеног заказаног наступа у женској појединачној дисциплини која почиње 15. фебруара. Будући да је Валиева у то време била малолетна, као и да је класификована као „заштићена особа“ према смерницама ВАДА-е, РУСАДА и МОК су 12. фебруара објавили да ће проширити обим својих истрага како би у истрагу укључили чланове њеног окружења ( нпр. тренери, лекари и други).
ЦАС је 14. фебруара донео је одлуку да ће јој бити привремено дозвољено да се такмичи у женском појединачном такмичењу. ЦАС је одлучио да би њено спречавање да се такмичи „нанело непоправљиву штету у датим околностима“, уз напомену да ће све медаље које Валиева освоји на Олимпијским играма у Пекингу бити задржане до резултата настављене истраге о њеном кршењу допинга. Привремена привремена одлука суда донета је по три основа: 1/ Због својих година, она је „Заштићена особа“ према ВАДА Кодексу, и подлеже другачијим правилима од одраслих спортиста; 2/ Спортиста „није био позитиван током Олимпијских игара у Пекингу“; 3/ „Постојали су озбиљни проблеми неблаговременог обавештавања о резултатима, ... што је утицало на способност спортисте да успостави одређене законске услове у њену корист.“ МОК је саопштио да се церемонија доделе медаља у екипној дисциплини, као и церемонија доделе цвећа у женском синглу и додела медаља у случају да Ваљева добије медаљу, неће одржати док се истрага не заврши, а постоји и конкретна одлука да ли ће Валијеву и РОЦ одузети. својих медаља. Да би се омогућила могућност да резултати Валиеве буду дисквалификовани, МОК је затражио од ИСУ-а да прошири квалификационо поље за женско слободно клизање за један на 25.
Двадесет и деветог јануара 2024. године, Суд за спортску арбитражу (ЦАС) донео је одлуку у случају Валиеве о допингу у којем је учествовала Руска антидопинг агенција (РУСАДА). Међународна клизачка унија (ИСУ) и Светска антидопинг агенција (ВАДА) наметнуле су Валијевој четворогодишњу забрану и дисквалификовалу је од тог датума, укључујући и прво место завршава на Европском првенству у уметничком клизању 2022. и Олимпијском тиму 2022. године.